# Киргизская Автономная Социалистическая Советская Республика (1920—1925)
Киргизская Автономная Социалистическая Советская Республика (Киргизская АССР, КирАССР, каз. Қырғыз (Қазақ) Автономиялы Социалистік Кеңес Республикасы; вначале Автономная Киргизская Социалистическая Советская Республика) — казахская автономия в составе РСФСР и СССР], существовавшая с 26 августа 1920 года по 15 июня 1925 года. Республиканская столица — город Оренбург, с 9 февраля 1925 года — Ак-Мечеть.
В результате национально-территориального размежевания и соответствующей реорганизации республики в 1925 году в её состав были переданы территории современных Жетысуской, Алматинской, Жамбылской, Туркестанской и Кызылординской областей, а также Кара-Калпакская АО. 9 февраля 1925 года столица республики была перенесена в город Ак-Мечеть. 6 апреля 1925 года из состава республики была изъята Оренбургская губерния. В 1925 году республика в её новых границах получила новое название: Казакская АССР с центром в Кзыл-Орде.

## Предыстория
Впервые в Российском государстве вопрос о предоставлении автономии «киргиз-кайсацкому народу» возник в период первой русской революции. В конце 1905 года в Уральске национальная интеллигенция провела свой съезд представителей пяти областей, населенных казахами, и решили создать свою национальную «конституционно-демократическую партию». В следующем году в Семипалатинске собравшиеся на свой 2-й съезд 150 казахских интеллигентов приняли идею А. Н. Букейханова о программе партии «Народная свобода». В кругу близких ему лиц — М. Тынышпаев, Б. Сыртанов, Ш. Кудайбердиев и нескольких других — зародилась идея о национально-территориальной обособленности казахов в пределах «киргизских степей». Сторонниками Букейханова становятся издатели и редакторы газеты «Казак» — Ахмет Байтурсунов и Миржакып Дулатов, а также видные казахские общественные деятели Магжан Жумабаев, Жусупбек Аймаутов и др.
Вторая линия создания казахской автономии — создание советской национальной государственности с предоставлением автономии национальностям, населяющим Россию. В 1917 году состоялся приём А. Т. Джангильдина у председателя Совнаркома РСФСР, а затем и В. И. Ленина, на котором он, по воспоминаниям самого Джангильдина, был назначен «чрезвычайным военным комиссаром Тургайской области», а 13 декабря 1917 года было подписано соответствующее удостоверение.

### Создание автономии Алаш
В марте-апреле 1917 в городах, областных и уездных центрах проходят «киргизские съезды», основным вопросом которых становится — незаселенные и незанятые переселенческие участки передать во временное пользование казахам. При этом съезды заявляют о поддержке Временного правительства, последнее в свою очередь назначает Букейханова своим комиссаром по Тургайской области. В июле 1917 году в Оренбурге состоялся 1-й Всекиргизский съезд, на котором оформляется партия «Алаш-Орда», также на съезде было принято постановление: «Все киргизские области должны быть включены в одну автономную единицу, и последняя должна входить на правах федеративной единицы в Российскую Федерацию».
В декабре 1917 года в Оренбурге, находящемся во власти атамана А. И. Дутова, собирается II Всекиргизский съезд. На съезде было принято положение партии «Алаш-Орда»: «Автономия киргиз слагается из областей и входит в Российскую Федерацию наравне с другими народностями» — которое стало основой для создания Алашской автономии. Делегаты съезда признали, что в «киргизскую» Алашскую автономию должны войти: Букеевская Орда; районы Закаспийской, Ферганской, Самаркандской, Аму-Дарьинской областей и Алтайской губернии, населенные казахами, и целиком области: Уральская, Тургайская, Сыр-Дарьинская, Семиреченская, Акмолинская и Семипалатинская. Административным центром автономии «Алаш» наметили город Семипалатинск.

### Создание советской автономии
После установления в Акмолинске советской власти казахские делегаты уездного съезда Советов телеграфировали в Наркомат по делам национальностей РСФСР: «Постановление второго общекиргизского съезда в декабре 1917 года в Оренбурге о киргизской автономии под названием Алаш-Орда, как соглашение самозванное, кучкой кадетов, считаем недействительным». В Омске в противовес партии «Алаш» была создана «Киргизская социалистическая партия» — «Уш-Жуз» («Три джуза»), которая выступала сторонницей советского правительства. В апреле 1918 года Наркомнац рассматривался вопрос об автономиях: «Киргизских районов», Туркестана и Татаро-Башкирии. В правительственных документах указывалось: «Проектируется провозглашение автономии Киргизской территории». 14 мая 1918 года А. Т. Джангильдина назначают чрезвычайным комиссаром «Степного (Киргизского края)».
4 апреля 1919 года в Наркомнаце началась работа по подготовке «Всекиргизского съезда», на котором наметили провозглашение «Киргизской автономной советской социалистической республики». В июне 1919 г. Наркомнац провел специальное совещание по вопросу о создании казахской советской автономии. 10 июля 1919 г. решением СНК РСФСР был образован Революционный комитет по управлению Киргизским (в настоящее время именуемый «Казахским») краем. В ведение Революционного комитета «входят киргизская территория Астраханской губернии и области: Уральская, Тургайская, Акмолинская и Семипалатинская». Председателем Кирревкома первого состава был утвержден С. С. Пестковский. С организацией ревкома упразднялись Киргизский отдел при Наркомнаце РСФСР и организованная в Букеевской степи комиссия по созыву Учредительного съезда. 9 марта 1920 года было принято решение о ликвидации Алаш-Орды.
14 августа 1920 года «Проект Декрета о Киргизской республике» был утвержден Наркомнацем. 16 августа проводится заседание Административной комиссии при Президиуме ВЦИК и она выносит свое постановление «Определение состава территории Киргизского края». В числе пунктов постановления были следующие: «..5) Кустанайский уезд включается в территорию Киргизского края. 6) В состав Киргизского края включаются все населенные киргизами территории Астраханской губернии; Уральской, Тургайской, Акмолинской и Семипалатинской областей». 26 августа М. И. Калинин, как председатель ВЦИК, и В. И. Ленин, как председатель Совнаркома, подписывают «Декрет об образовании Автономной Киргизской Социалистической Советской Республики».

## История

### Образование республики
26 августа 1920 года В. И. Ленин и М. И. Калинин подписали декрет ВЦИК и СНК РСФСР «Об образовании Автономной Киргизской Социалистической Советской Республики», в первом пункте которого говорилось:

Образовать Автономную Киргизскую Социалистическую Советскую Республику как часть РСФСР.
— Декрет ВЦИК и СНК РСФСР «Об образовании Автономной Киргизской Социалистической Советской Республики»
|                 |                   |
| Алимхан Ермеков | Ахмет Байтурсынов |

Члены партии «Алаш» упорно отстаивали эти земли перед временным правительством, а позже и перед советскими вождями, как бывшие территории упраздненной Алашской автономии и территории, входившие в состав Казахского ханства. Так в 1920 году, 29-летнему Алимхану Ермекову побывавшему на приеме у В. Ленина с докладом «О положении Киргизского края вообще, и по вопросу о границах, в особенности» удалось отстоять Акмолинскую, Семипалатинскую, а также Гурьевскую (Атыраускую) область, которая сегодня входит в число нефтеносных областей Казахстана.
Лингвисту и реформатору казахской письменности Ахмету Байтурсынову, удалось вернуть Кустанайский уезд из состава Челябинской области, в состав Киргизской автономной Социалистической Советской Республики. На сегодняшний день Костанайская область является местом, где ежегодно собирается богатый урожай зерна.
В результате проведенной работы Алашординцев и добровольному желанию населения этих областей, в Киргизскую Автономную Социалистическую Советскую Республику включались (в дореволюционных административных границах) —

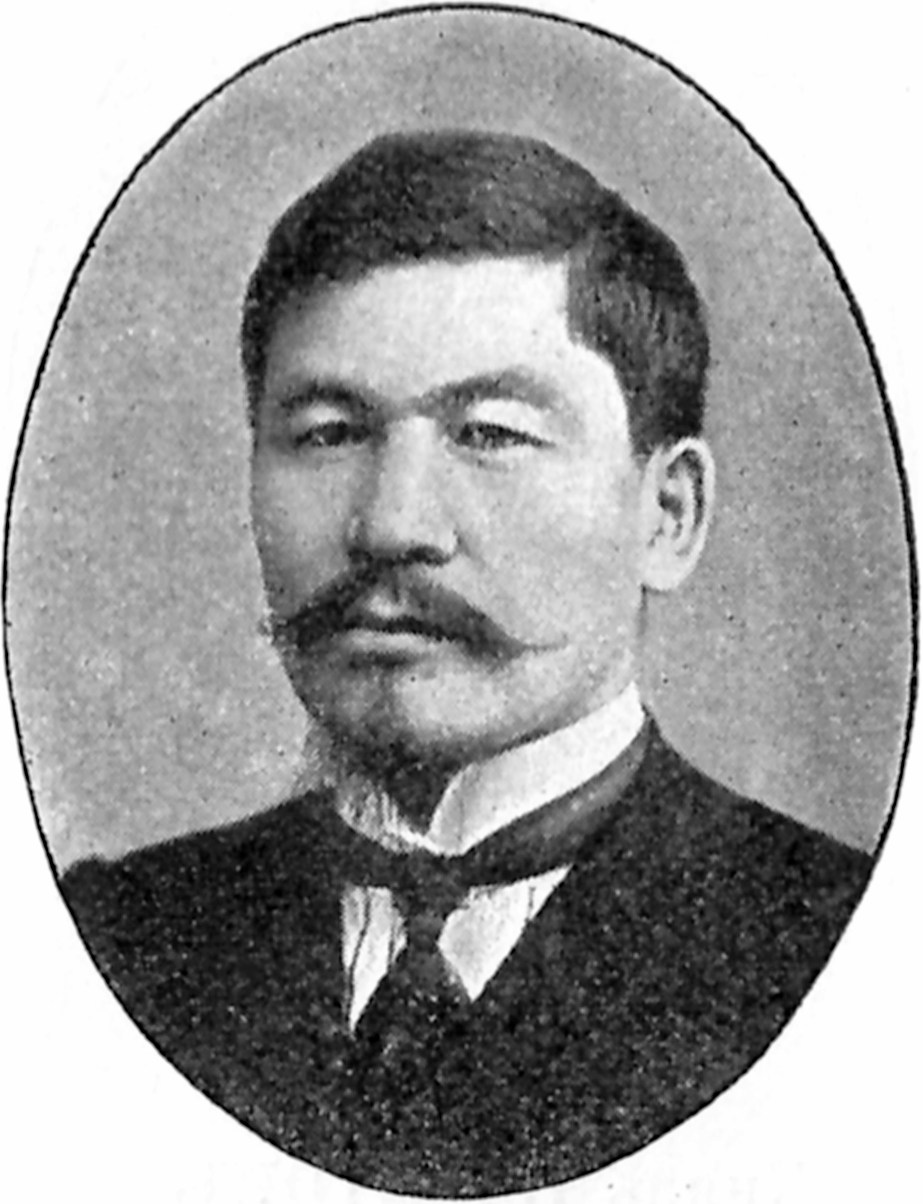
Алихан Букейханов

Семипалатинская, Акмолинская, Тургайская и Уральская губернии, Мангышлакский уезд, 4-я и 5-я Адаевские волости Красноводского уезда Закаспийской области, Синеморская волость Астраханской губернии, Букеевская орда и территории бывших казённых оброчных земель, прилегающих к 1-му и 2-му Приморским округам, населённые казахами. 22 сентября 1920 года ВЦИК новым декретом ввел в состав Киргизской АССР Оренбургскую губернию, а город Оренбург стал столицей республики. Также в декрете указывалось, что «включение в состав Киргизкой республики киргизской территории, входящей ныне в состав Туркестанской республики, происходит по волеизъявлению населения этих областей». Декретом определялась структура государственной власти и органов управления автономной республики в лице местных Советов и их исполкомов, Центрального Исполнительного Комитета, Совета Народных Комиссаров и народных комиссариатов. Государственный механизм строился по общероссийскому образцу в соответствии с Конституцией РСФСР.
Сам лидер партии «Алаш» Алихан Букейханов не участвовал в переговорах, об определении границ, но старался снабжать аргументами и фактами своих молодых соратников.

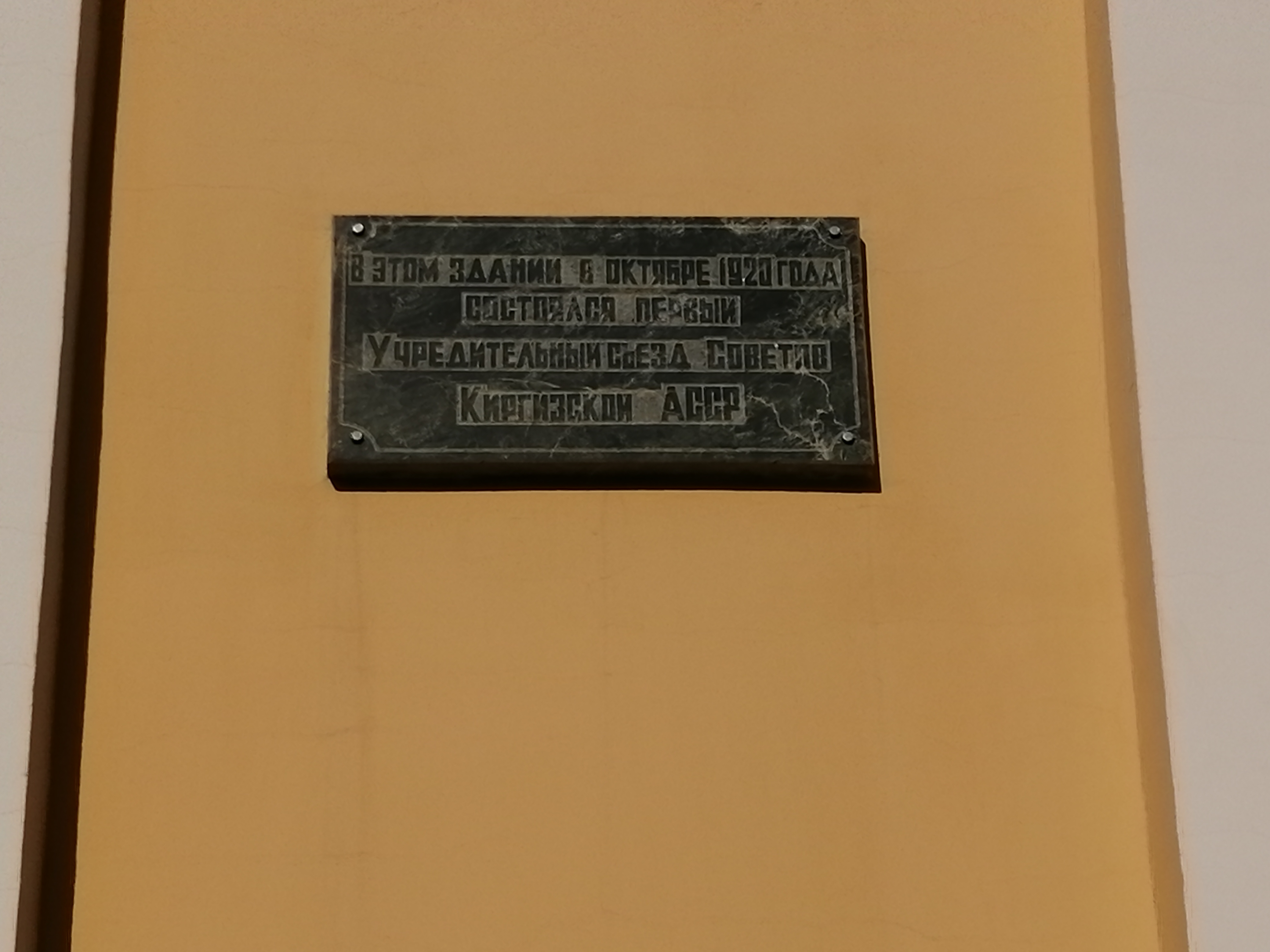
Мемориальная табличка в г. Оренбург

4 октября 1920 года в 18 часов в городе Оренбурге, председатель Киргизского революционного комитета (Кирревком) В. А. Радус-Зенькович открыл Учредительный съезд рабочих, крестьянских, казачьих, казахских и красноармейских депутатов Киргизской АССР. На съезде присутствовало 273 делегата из всех областей Казахстана и 6 делегатов от казахского населения Алтайской губернии. В числе делегатов было 128 казахов, 127 русских, 18 представителей других национальностей. На съезде была принята «Декларация прав трудящихся Киргизской АССР».. Декларация провозгласила конституционное образование Киргизской АССР, определила органы государственной власти и государственного управления, земельную политику, основные права и обязанности граждан, избирательную систему и её принципы, систему организации и деятельности суда.
12 октября Учредительный съезд Советов избрал Центральный Исполнительный Комитет (ЦИК) Киргизской АССР в составе 76 членов и 25 кандидатов. Среди них были: А. Д. Авдеев, А. Айтиев, И. А. Акулов, А. М. Алибеков, С. Д. Арганчеев, А. Т. Джангильдин, И. Ф. Киселев, Г. А. Коростелев, С. Мендешев, В. А. Радус-Зенькович, М. Т. Ряхов, С. Сейфуллин, П. Я. Струппе и другие. В Президиум ЦИК вошло 10 членов и 5 кандидатов: С. Мендешев (председатель), В. А. Радус-Зенькович, А. Джангильдин, С. Сейфуллин, И. Ф. Киселев и другие. ЦИК образовал Совет Народных Комиссаров (СНК) Киргизской АССР, председателем которого был избран — В. А. Радус-Зенькович. Киргизский революционный комитет, как временный орган, передал правительству Киргизской АССР все свои полномочия.

### Восстановительный период (1921—1923)
13 июля 1921 г. в Оренбурге открылся I съезд Коммунистического союза молодежи Киргизстана, а в октябре 1921 г. состоялась I Казахстанская конференция профсоюзов. Конференция определила их задачи в восстановлении народного хозяйства, повышении производительности труда, улучшении культурно-бытовых условий рабочих и служащих. Уточнены были границы Казахстана с другими республиками, произведено разукрупнение Оренбургско-Тургайской губернии на Оренбургскую, Актюбинскую и Кустанайскую. ЦИК КАССР разработал и утвердил Положения о наркоматах земледелия, просвещения, юстиции, Кирпромбюро и других исполнительных органах, определявшие их функции и компетенцию, учредил Госплан. Совнарком Киргизской АССР принял декрет о порядке употребления казахского и русского языков в государственных учреждениях, обязывавший их все свои решения издавать на обоих языках, а в районах, где преобладает казахское население, вести делопроизводство и переписку на родном языке. Также правительство республики законодательно запретило уплату и прием куна, отменило калым, а также многоженство и аменгерство.
4—10 октября 1921 г. проходил II съезд Советов Киргизской АССР. Съезд подвел итоги государственного и хозяйственного строительства за первый год существования республики. Особое внимание съезд уделил вопросам Советов на местах. Применявшееся в 1920—1921 гг. «Положение о выборах в Советы и на съезды Советов» предусматривало те же нормы представительства, что и в центральных районах РСФСР. Съезд утвердил новое «Положение о порядке выборов городских, сельских (аульных) Советов, волостных, районных (уездных), губернских исполкомов, Всекиргизского Центрального Исполнительного Комитета и о порядке созыва съездов Советов». Нормы представительства населения в Советах были значительно увеличены. Советы создавались в аулах и селах, насчитывавших не менее 150 жителей, из расчета 1 депутат на 50 человек. Учитывая кочевой образ жизни казахов, отдаленность аулов друг от друга, «Положение» разрешало производить выборы на собраниях граждан каждого аула, если они не могли участвовать в общем собрании населения нескольких аулов, избиравших один аульный Совет. В аулсовет, как правило, избирался один представитель от каждого аула. Увеличивались также нормы представительства при выборах на уездные, губернские и республиканский съезды Советов.

#### Новая экономическая политика
В центре внимания X съезда партии (8—16 марта 1921 г.) стояла проблема перехода к новой экономической политике. Съезд одобрил переход к новой экономической политике и принял решение о замене продразверстки продналогом. Переход к новой экономической политике в Киргизской АССР происходил в неблагоприятных условиях. Затрудняли переход к НЭП также малочисленность пролетариата, слабость партийных организаций, острая нехватка национальных кадров партийных и советских работников, неграмотность населения. Отрицательно сказывались также неудовлетворительное состояние путей сообщения и средств связи, неразвитость сети железных дорог, проходивших только по северной и западной окраинам обширной территории Казахстана.

#### Голод в Киргизской АССР 1919—1922 годов
Летом 1921 г. в Киргизской АССР, как и в Поволжье, началась сильная засуха. Почти целиком погиб урожай на территории Уральской, Оренбургской, Актюбинской, Букеевской и Кустанайской губерний. Не стало и корма для скота, начался массовый падеж. По неполным подсчетам, произведенным в сентябре 1921 г., на 842,8 тыс. десятин из 2103,9 тыс. десятин, составлявших общую площадь посевов, урожай погиб, не дав всходов, а на остальной площади он был крайне низким. Сотни тысяч людей голодали. Декретом ВЦИК население неурожайных губерний Казахстана освобождалось от продналога. В республике были созданы республиканская и губернские комиссии помощи голодающим (Помгол). В Западной Сибири, в том числе и в ряде уездов Акмолинской губернии, также собравших неплохой урожай, действовала специальная правительственная экспедиция во главе с Ф. Э. Дзержинским. В селах и аулах засевались специальные участки, урожай с которых предназначался в фонд помощи голодающим. Казахское крестьянство сдавало в этот фонд тысячи голов скота и много зерна.
Помимо продналога и массовых добровольных сборов результаты дали самообложение, товарообмен, внутригубернские налоги, продовольственные экспедиции в отдаленные районы, проводимые в неурожайных губерниях. Правительство РСФСР направило в Киргизскую АССР, по неполным данным, 4475 тыс. пудов зерна, 183 тыс. пудов картофеля. Более 60 % посевной площади крестьянство Казахстана засеяло в 1922 г. зерном, полученным из других регионов РСФСР. Туркестанская республика в течение 1921—1922 гг. передала Киргизской АССР около 2 млн пудов зерна.

#### Земельно-водная реформа
В конце 1920 г. при ЦИК КАССР была создана земельная комиссия. Временное положение о землепользовании в Киргизской АССР, обнародованное в начале 1921 г. исходя из ленинского декрета о национализации земли, объявило всю землю государственным фондом, запретило всякие захваты, покупку и сдачу земли в аренду. 2 февраля 1921 года ЦИК Киргизской АССР принял декрет о возврате казахским крестьянам всех земель, отчужденных царским правительством для помещиков, а также земель колонизационного фонда и монастырей. В апреле того же года был принят декрет о возврате казахским трудящимся земель, переданных царским правительством в собственность Уральского и Сибирского казачьих войск. В Семиречье состоялось областное совещание аульной бедноты, вернувшейся из Западного Китая. Земельная и земельно-водная реформы начались весной 1921 года. Казахские крестьяне, переходившие к оседлости, снабжались строительными материалами, сельскохозяйственным инвентарём и семенами. По инициативе Акмолинского губкома РКП(б) началось строительство показательных казахских посёлков. Осуществляя реформы, местные партийные организации и советские органы допустили ряд ошибок: земельно-водная реформа приняла односторонний характер — землеустраивались в основном крестье местных коренных национальностей; кое-где в число кулаков зачислялось всё русское население; имели случаи конфискации имущества середняков. Летом 1922 года земельно-водная реформа в Семиречье и на юге Казахстана была завершена. 17 августа 1922 г. ВЦИК утвердил закон о трудовом землепользовании в Туркреспублике, а 26 августа 1922 года ВЦИК принял «Основной Закон о трудовом землепользовании в Киргизской республике», после чего реформа была завершена на всей территории. Закон указывал, что никто из трудящихся не может быть лишен права на землю. Главное требование, предъявлявшееся к крестьянству,— это обрабатывать землю, не оставлять её пустующей. Временно разрешалась аренда земли. Чрезвычайные землеустроительные работы по декретам ЦИК КАССР от 7 февраля и 19 апреля 1921 г. прекращались.

#### Красные караваны и юрты
Для агитационно-пропагандистской деятельности в апреле 1922 года был создан первый красный караван под руководством А. Т. Джангильдина. В его состав вошли представители Киробкома РКП(б), комсомольских организаций, наркоматов земледелия, просвещения, торговли, здравоохранения, отдела ЦИК по работе среди женщин. С 20 мая по 9 августа караван прошел путь от Оренбурга до Семипалатинска, через Орск, Тургай, Атбасар, Акмолинск, Петропавловск, Павлодар, Каркаралинск. Он останавливался в 37 аулах 26 казахских волостей, в том числе Комсактинской, Куманской, Джетыкульской, Аккаргинской, Кенжетайской. Караван посетил также промышленные очаги — Спасский завод и Экибастузские копи. Караван занимался сбором продналога, помощью голодающим, землеустройством. Караван оказывал содействие строительству колхозов, занимался вопросами защиты бедноты от баев.
Караван налаживал делопроизводство Советов на казахском языке, предотвратил несколько случаев уплаты куна. Работники каравана провели 126 митингов и 420 бесед, в которых разъясняли трудящимся политику Коммунистической партии и Советской власти, распределяли литературу; врачи, имевшиеся при караване, оказывали населению медицинскую помощь.
В некоторых губерниях действовали свои караваны. Букеевский красный караван с 11 июля по 14 августа посетил 24 аула, где проводил митинги и беседы. Активно действовали и красные юрты. Передвигаясь вместе с кочевыми аулами, они организовали десятки аульных собраний, обучали крестьян грамоте, помогали медикаментами. Особенно значительный размах приняла работа красных юрт среди женщин. Значительный вклад в дело эмансипации казахских женщин внесли видные деятели женского движения Н. Кульжанова, Н. Арыкова, А. Уразбаева, Ш. Иманбаева, С. Есова и др. Разворачивали свою деятельность агитационно-пропагандистские отделы (АПО) при Киргизском обкоме и губкомах партии.

#### Западно-Сибирское восстание
В начале 20-х годов XX века красными было подавлено Западно-Сибирское восстание — крупнейшее антибольшевистское вооружённое выступление крестьян, казаков, части рабочих и городской интеллигенции в РСФСР.

### Конец восстановительного периода (1924—1925)
III съезд Советов Киргизской АССР работал с 6 по 13 октября 1922 года. Съезд заслушал доклад о внешнем и внутреннем положении РСФСР, одобрил деятельность Правительства РСФСР, особо подчеркнул «неуклонное проведение Советской властью принципов национального равноправия, самоуправления трудовых масс различных национальностей, населяющих РСФСР». Он обсудил отчеты ЦИК и СНК Киргизской АССР, доклады СТО, комитета Помгол, принял решения о введении натурального налога и о районировании. При поддержке обкома партии было создано «Общество изучения Киргизского края» (Киргизской АССР), объединявшее учёных.
В 1923 году ЦИК Киргизской АССР разработал и опубликовал на казахском и русском языках инструкцию о перевыборах Советов, в которой в соответствии с Конституцией РСФСР определил порядок выборов. Лишались избирательных прав лица, прибегавшие к наёмному труду с целью извлечения прибылей и живущие на нетрудовой доход, бывшие служащие и агенты царской полиции, лишённые прав по суду. Списки избирателей перед выборами вывешивались; не включённые в них имели право обжалования.
5—10 января 1924 года состоялся IV съезд Советов Киргизской АССР. Съезд обсудил коренные вопросы политической и хозяйственной жизни республики. В постановлении съезда «О мероприятиях по восстановлению и укреплению сельского хозяйства» говорилось о всемерной поддержке кооперации, развитии показательных участков, племенных рассадников, создании государственных запасных семенных фондов, подготовке специалистов сельского хозяйства из казахов (для чего предусматривался особый стипендиальный фонд). Было признано целесообразным снизить цены на сельскохозяйственный инвентарь, было решено организовать в кочевых и полукочевых районах сенофуражные базы со страховыми запасами кормов, премировать хозяйства за улучшение продуктивности скота.
8—9 января съезд обсудил проект Конституции Киргизской АССР и поручил ЦИК осуществить окончательную редакцию текста. Конституция состояла из 7 разделов и 18 глав. Первым разделом в неё вошла «Декларация прав трудящихся КАССР», принятая Учредительным съездом Советов республики. Конституция провозгласила, что Киргизская Автономная Советская Социалистическая Республика входит в РСФСР и в её составе в СССР.
Конституция определила принципы организации всех органов государственной власти республики, взаимоотношения республиканских и общефедеративных органов, гарантировала полное равенство всех трудящихся независимо от расовой и национальной принадлежности. Она устанавливала систему и порядок выборов в Советы, основные права и обязанности граждан.
9 февраля 1925 года столица Киргизской АССР была перенесена из Оренбурга в южную часть республики, в город Ак-Мечеть, переименованный 15 апреля 1925 года в Кзыл-Орду.
6 апреля 1925 года решением ВЦИК Оренбургская губерния (ранее включенная в состав Киргизской АССР из РСФСР) была выведена из состава Казахстана и возвращена в непосредственное подчинение РСФСР.
15 июня 1925 года Киргизская АССР была переименована в Казакскую АССР.

## Коммунистическая партия
| Название                        | Дата                 |
| ------------------------------- | -------------------- |
| Первая областная конференция    | 11—18 июня 1921      |
| Вторая областная конференция    | 19—27 февраля 1922   |
| Третья областная конференция    | 17—22 марта 1923     |
| Четвёртая областная конференция | 11—16 мая 1924       |
| Пятая краевая конференция       | 1—7 декабря 1925     |
| Шестая краевая конференция      | 15—23 ноября 1927    |
| Седьмая краевая конференция     | 30 мая — 6 июня 1930 |
| Восьмая краевая конференция     | 8—16 января 1934     |

Коммунистическая партия Киргизской АССР стала самостоятельной только при преобразовании из автономии в союзную республику в 1936 году, а до этого момента являлась областным бюро РКП(б). Также в 1918 году имелась база в виде Коммунистической партии Туркестана, в которую вошли партийные организации Сырдарьинской, Семиреченской, части Тургайской и Уральской областей.

### Первая областная конференция
В апреле 1921 г. ЦК РКП(б) и ВЦИК создали Полномочную комиссию во главе с секретарем Центрального Комитета и членом ВЦИК Е. М. Ярославским, поручив ей оказать практическую помощь партийным и советским органам Киргизской АССР, а в конце мая того же года ЦК РКП(б) предложил областному бюро РКП(б) подготовить партийную конференцию. Учитывая назревшую необходимость объединения партийных организаций Казахстана, ЦК РКП(б) 30 апреля 1920 создал Киргизское областное бюро РКП(б) в составе: А. Авдеев, А. Айтиев, А. Алибеков, С. Арганчеев, А. Т. Джангильдин, М. Мурзагалиев, С. С. Пестковский. 11—18 июня 1921 в Оренбурге состоялась Первая Киргизская областная партийная конференция. Она определила пути и меры по укреплению областной партийной организации, вовлечению в РКП (б) казахских трудящихся, избрала обком партии. ЦК РКП(б) помогал партийной организации Киргизской АССР в преодолении трудностей, обусловленных особенностями её развития. В состав областного комитета партии конференция избрала: А. Д. Авдеева, А. М. Асылбекова, А. Т. Джангильдина, Г. А. Коростелева, М. М. Костеловскую, С. М. Мендешева, М. М. Мурзагалиева, В. А. Радус-Зеньковича, П. И. Струппе и других. Секретарями обкома партии были избраны М. М. Костеловская и М. М. Мурзагалиев. Коммунисты руководили проведением земельно-водных реформ, переделом сенокосно-пахотных угодий, конфискацией имущества крупных баев-полуфеодалов и другими социально-экономическими преобразованиями. Вскоре после партийной конференции под руководством областного комитета партии были созданы Коммунистический союз молодёжи и профсоюзы.

### Вторая областная конференция
В феврале 1922 года, состоялась Вторая областная партийная конференция. Она рассмотрела первые результаты новой экономической политики в республике, состояние кооперативного строительства, вопрос об организационных задачах партии в Киргизской АССР и другие. Исключительное внимание конференция уделила борьбе с голодом. Секретарями Киргизского обкома партии были избраны Г. А. Коростелев и А. А. Асылбеков. В начале апреля 1922 г. ЦК РКП(б) создал Киргизское (Казахское) бюро ЦК, которому предоставил широкие полномочия с правом в отдельных случаях приостанавливать выполнение решений Киробкома. Конференция избрала руководящие органы и 27 делегатов на XI съезд РКП(б). Секретарями обкома партии были избраны Г. А. Коростелев и А. А. Асылбеков.
Осенью 1922 г. ЦК РКП(б) направил в Киргизскую АССР своего ответственного инструктора А. Рябинина для обследования состояния партийной работы. Затем Оргбюро ЦК под председательством секретаря ЦК В. В. Куйбышева заслушало доклад инструктора и приняло решения о сохранении на время Кирбюро ЦК. Под прямым контролем ЦК находились парторганизации Гурьевского, Кустанайского, Каркаралинского и Петропавловского уездов. Работники ЦК РКП(б) участвовали в работе областных партийных конференций. В июне 1922 ЦК партии обратился с письмом «Коммунистам Кирреспублики», в котором давался анализ состояния областной партийной организации, вскрывались недостатки в проведении ленинской национальной политики, определялись задачи.

### Третья областная конференция
Состоявшаяся 17— 22 марта 1923 г. III областная конференция РКП(б) обсудила большой круг вопросов, но главным был вопрос о методах партийной и советской работы в казахском ауле. Состоявшееся 9—12 июня 1923 г. IV совещание ЦК РКП(б) с ответственными работниками национальных республик и областей разработало конкретные мероприятия по проведению в жизнь резолюции XII съезда РКП(б) по национальному вопросу. Партийная организация Казахстана одобрила постановления XII съезда РКП(б) и IV совещания. Расширенный пленум Киробкома РКП(б) совместно с секретарями губкомов в октябре 1923 года утвердил развернутый план работы партийной организации по выполнению решений XII съезда партии и IV совещания применительно к условиям Киргизской республики. В ноябре 1923 г. ЦИК КАССР издал новый декрет о введении делопроизводства на казахском языке. В Адаевском, Тургайском, Челкарском, Темирском, Иргизском, Джамбейтинском, Гурьевском, Каркаралинском и некоторых других уездах делопроизводство и суд были переведены на казахский язык. Конференция избрала обком партии из 19 делегатов на XII съезд РКП(б); секретарём был избран Г. А. Коростелев.

### Четвёртая областная конференция
11—16 мая 1924 г. состоялась IV областная конференция РКП(б). Конференция обсудила отчет обкома, вопросы партийного строительства в связи с призывом, формы работы в ауле и деревне, состояние работы среди молодежи. Как отмечалось в тезисах по вопросам партийного строительства, основным условием успехов в политической и хозяйственной работе является «постановка работы как в целом, так и в частностях под лозунгом верности памяти товарища Ленина и выполнения его заветов». В целях усиления борьбы с байством, поднятия классового самосознания казахского трудящегося крестьянства, конференция признала необходимым создание массовой организации казахской бедноты, «обеспечивающей в доступных её пониманию и свойственных быту формах наибольшее её сплочение на почве оформления и защиты классовых интересов». Это был союз «Жарлы». Обкому поручалось в течение лета 1924 г. организовать первые ячейки этого союза. Секретарями обкома партии были избраны Г. А. Коростелев, И. Курамысов.

### Преобразование областного комитета в краевой
Постановлением ЦК РКП(б) от 19 февраля 1925 г. Киргизский областной комитет партии был преобразован в краевой комитет, а 21 марта того же года областная контрольная комиссия — в краевую. Расширились права и усложнились обязанности партийной организации республики, возросла её ответственность перед партией и Центральным Комитетом. 9—11 апреля 1925 г. состоялся пленум Казкрайкома партии. Пленум обсудил отчет бюро крайкома, положение в ауле и деревне, ход восстановления и перспективы развития промышленности Киргизской АССР. Были рассмотрены и задачи в развитии геологоразведочных работ, восстановлении основных отраслей промышленности республики — нефтяной, горнодобывающей, по переработке сельскохозяйственного сырья. Летом 1925 года Казкрайком партии обсудил Положение о волостной женской красной юрте как центре организации ликвидации неграмотности и политико-просветительной работы среди женщин-казашек, пропаганды правовых и медицинских знаний, вовлечения женщин в кооперативы. Такие юрты стали создаваться во всех волостях республики.

## Административно-территориальное деление
На 15 мая 1923 года в состав республики входили:
- Адаевский уезд — непосредственно республиканского подчинения;
- Акмолинская губерния — Акмолинский уезд, Атбасарский уезд, Черлакский уезд, Кокчетавский уезд, Петропавловский уезд;
- Актюбинская губерния — Акбулакский район, Актюбинский район, Иргизский район, Можаровский район, Темировский район, Уильский район;
- Букеевская губерния — 1 Приморский округ, 2 Приморский округ, Калмыцкий округ, Нарымский район, Камышсамарский район, Таловский район, Торгуновский район, Самостоятельные посёлки;
- Кустанайская губерния — Адамовский район, Боровский район, Всехсвятский район, Денисовский район, Кустанайский район, Семнозерский район, Тургайский район, Фёдоровский район;
- Оренбургская губерния — Илецкий район, Исаево-Дедовский район, Краснохолмский район, Оренбургский район, Орский район, Петровский район,Покровский район, Шарлык-Михайловский район;
- Семипалатинская губерния — Зайсанский район, Кар-Каралинский район, Павлодарский район, Семипалатинский район, Усть-Каменогорский район;
- Уральская губерния — Бухтарминский район, Гурьевский район, Джанбейтинский район, Калмыковский район, Илекский район, Уральский район.

### История изменений административно-территориального деления
26 августа 1920 года декретом ВЦИК было принято решение передать в создаваемую Киргизскую АССР:
- в Семипалатинскую губернию — Павлодарский, Семипалатинский, Усть-Каменогорский, Зайсанский и Каркаралинский уезды;
- в Акмолинскую губернию — Атбасарский, Акмолинский, Кокчетавский, Петропавловский, а также часть территории Омского уезда, границы которой предстояло определить позже совместной комиссией Сибревкома и Кирревкома[81];
- в Тургайскую губернию — Кустанайский, Актюбинский, Иргизский и Тургайский уезды;
- в Уральскую губернию — Уральский, Лбищенский, Темирский и Гурьевский уезды;
- а также Мангышлакский уезд Закаспийской области и 4-я и 5-я Адаевские волости Красноводского уезда той же области.

20 сентября 1920 года в состав Киргизской АССР была включена Оренбургская губерния.
9 ноября 1920 года в состав Киргизской АССР был передан Кустанайский уезд Челябинской губернии.
10 июня 1921 года ВЦИК принял предложение Сибревкома по разделению Омского уезда и установил следующую границу между Киргизской АССР и Сибирью по Омскому уезду Омской губернии:
- станция Исиль-Куль остаётся на территории Киргизской АССР, линия границы проходит восточнее станции Исиль-Куль по границе с Петропавловским уездом;
- далее, севернее озёр Кичи-Карой, Улькун-Карой, урочища Кара-Терек, придерживаясь южных границ русских волостей и выходя на станицу Черлаковскую на Иртыше, оставляемую в Киргизской АССР.

Таким образом, в северную часть уезда должны были войти 54 русские волости и 6 киргизских волостей, а в южную, передаваемой Киргизской АССР — 8 русских (Добровольская, Котельниковская, Моисеевская, Ново-Санжаровская, Ореховская, Русско-Полянская, Степановская и Черноусовская) и 7 киргизских (Алаботинская, Кайтасская, Кызылагачская, Курганская, Николаевская, Текинская и Покровская) волостей.
1 октября 1921 года эти 15 волостей Омского уезда Омской губернии были фактически переданы в Киргизскую АССР. 28 октября 1921 года они образовали Ореховский район в составе Акмолинской губернии.
Однако в вопросе, касающегося передачи Киргизской АССР станции Исилькуль и станицы Черлаковской, между Обским губисполкомом и Акмолинским губревкомом разгорелся нешуточный спор. Омская сторона отказалась передавать эти участки территории Омского уезда в Акмолинскую губернию и ходатайствовала перед ВЦИК об оставлении этих территорий в составе Омской губернии. 12 января 1922 года ВЦИК постановил оставить станцию Исилькуль в пределах Омской губернии, 26 января 1922 года аннулировал это решение, и только 27 мая 1922 года принял окончательное решение не передавать станцию Исилькуль в Киргизскую АССР.
21 октября 1924 года декретом ВЦИК было принято решение включить в состав Киргизской АССР Ток-Суранскую волость (бывший Ток-Суранский кантон) Белебеевского кантона и Имангуловскую волость Зилаирского кантона с 15-тысячным башкирским населением, ранее находившиеся в составе Башкирской АССР. По другим источникам, Имангуловская волость Зилаирского кантона была передана в состав Киргизской АССР ранее — 25 июня 1924 года.
27 октября 1924 года в состав Киргизской АССР вошли северные части Джетысуйской, Сырдарьинской и Самаркандской областей, образовавшие Джетысуйскую и Сырдарьинскую губернии.
9 февраля 1925 года столица автономной республики была перенесена из Оренбурга в город Ак-Мечеть (который 15 июня 1925 года был переименован в Кзыл-Орда).
16 февраля 1925 года в южной части Приаралья в составе Киргизской АССР была образована Кара-Калпакская АО.
6 апреля 1925 года Оренбургская губерния была выделена из состава Казахской АССР и передана в непосредственное подчинение РСФСР.
15 июня 1925 года Киргизская АССР была переименована в Казакскую АССР.
|                                                      | \| территория Киргизской АССР к 1922 году \| \| земли, вошедшие в состав Киргизской АССР в 1924 году \| \| земли, вошедшие в состав Киргизской АССР в 1925 году \| \| современная граница Казахстана \| |
| территория Киргизской АССР к 1922 году               | |
| земли, вошедшие в состав Киргизской АССР в 1924 году | |
| земли, вошедшие в состав Киргизской АССР в 1925 году | |
| современная граница Казахстана                       | |

### Сайты
1. 1 2 3 4  Казахская Советская Социалистическая Республика. www.booksite.ru. Дата обращения: 19 января 2019. Архивировано 6 августа 2017 года.

### Книги
1. 1 2  Қырғыз (Қазақ) Автономиялы Кеңестік Социалистік Республикасының құрылғанына 100 жыл толуына арналған халықаралық ғылыми-тәжірибелік конференцияның ақпараттық хаты – Ш.Ш. Уәлиханов атындағы Тарих және этнология институты (каз.) (26 августа 2020). Дата обращения: 27 февраля 2025. Архивировано 9 ноября 2024 года.
2. 1 2  приведено современное написание на современном алфавите казахского языка, в период существования Киргизской АССР использовался арабский алфавит
3. ↑  ИнфоРост, Н. П. Электронная библиотека исторических документов (ЭБИД) | Декрет Всероссийского Центрального Исполнительного Комитета. О переименовании Киргизской Автономной Советской Социалистической Республики в Казахскую Автономную Советскую Социалистическую Республику. 15 июня 1925 г. docs.historyrussia.org. Дата обращения: 3 августа 2025.
4. 1 2  КИРГИЗСКАЯ АССР • Большая российская энциклопедия - электронная версия. old.bigenc.ru. Дата обращения: 1 августа 2025.
5. ↑  № 359. Декрет Всероссийского Центрального Исполнительного Комитета и Совета Народных Комиссаров. Об образовании Автономной Киргизской Социалистической Советской Республики. | Проект «Исторические Материалы». istmat.info. Дата обращения: 19 июня 2021. Архивировано 30 ноября 2018 года.
6. 1 2 3 4  История Кызылорды – в экспонатах музея. Kyzylorda News. Дата обращения: 25 июля 2025.
7. 1 2 3  Аканов Куаныш Газизович. Оренбург как столица автономного Казахстана (1920-1925 гг. ): причины выбора и попытки поиска альтернатив // Самарский научный вестник. — 2017. — Т. 6, вып. 4 (21). — С. 160–165. — ISSN 2309-4370.
8. 1 2 3  О переименовании Киргизской Автономной Советской Социалистической Республики в Казакскую Автономную Советскую Социалистическую Республику. Декрет ВЦИК от 15 июня 1925 г. // Собрание узаконений и распоряжений рабочего и крестьянского правительства РСФСР. М., 1925 г., № 43, ст. 321
9. ↑  Сыдыков Е.Б., Малышева М.П., 2010, с. 43.
10. ↑  Сыдыков Е.Б., Малышева М.П., 2010, с. 44.
11. ↑  Сыдыков Е.Б., Малышева М.П., 2010, с. 49.
12. ↑  Сыдыков Е.Б., Малышева М.П., 2010, с. 49—50.
13. ↑  Сыдыков Е.Б., Малышева М.П., 2010, с. 46.
14. ↑  Сыдыков Е.Б., Малышева М.П., 2010, с. 48.
15. ↑  Сыдыков Е.Б., Малышева М.П., 2010, с. 50—51.
16. ↑  Сыдыков Е.Б., Малышева М.П., 2010, с. 52.
17. ↑  Сыдыков Е.Б., Малышева М.П., 2010, с. 53.
18. ↑  Покровский С.Н., Дахшлейгер Г.Ф., Нурпеисов К.Н., 1977, с. 203.
19. 1 2 3  Козыбаев М.К. и др., 2013, с. 54.
20. 1 2 3  Аяган Б. Шаймерденова Ш., 2013, с. 88.
21. ↑  Сыдыков Е.Б., Малышева М.П., 2010, с. 153.
22. ↑  Сыдыков Е.Б., Малышева М.П., 2010, с. 153—154.
23. 1 2  Покровский С.Н., Дахшлейгер Г.Ф., Нурпеисов К.Н., 1977, с. 220.
24. ↑  Алимхан Ермеков: новое возвращение в Каркаралы. Дата обращения: 30 сентября 2019. Архивировано 30 сентября 2019 года.
25. ↑  Жанна Кыдыралина. Алимхан Ермеков Архивная копия от 26 августа 2019 на Wayback Machine
26. 1 2  Султан-Хан Аккулы. Алихан Букейхан — собиратель казахских земель. Архивная копия от 28 июля 2021 на Wayback Machine
27. ↑  Арман Сулейменов. Современному Казахстану 100 лет. Архивная копия от 27 августа 2019 на Wayback Machine
28. ↑  Н. П. ИнфоРост. 20 сентября. Постановление ВЦИК о включении г. Оренбурга и некоторых районов Оренбургской губернии в Киргизскую Автономную Социалистическую Советскую Республику. docs.historyrussia.org. Дата обращения: 6 октября 2021. Архивировано 11 ноября 2018 года.
29. ↑  Покровский С.Н., Дахшлейгер Г.Ф., Нурпеисов К.Н., 1977, с. 221—222.
30. ↑  Покровский С.Н., Дахшлейгер Г.Ф., Нурпеисов К.Н., 1977, с. 224.
31. ↑  Покровский С.Н., Дахшлейгер Г.Ф., Нурпеисов К.Н., 1977, с. 265.
32. 1 2 3  Покровский С.Н., Дахшлейгер Г.Ф., Нурпеисов К.Н., 1977, с. 266.
33. ↑  Покровский С.Н., Дахшлейгер Г.Ф., Нурпеисов К.Н., 1977, с. 267.
34. ↑  Покровский С.Н., Дахшлейгер Г.Ф., Нурпеисов К.Н., 1977, с. 269.
35. ↑  Покровский С.Н., Дахшлейгер Г.Ф., Нурпеисов К.Н., 1977, с. 270.
36. ↑  Покровский С.Н., Дахшлейгер Г.Ф., Нурпеисов К.Н., 1977, с. 270—271.
37. ↑  Очерки истории КП Казахстана, 1963, с. 198.
38. ↑  Покровский С.Н., Дахшлейгер Г.Ф., Нурпеисов К.Н., 1977, с. 256.
39. ↑  Покровский С.Н., Дахшлейгер Г.Ф., Нурпеисов К.Н., 1977, с. 257.
40. ↑  Покровский С.Н., Дахшлейгер Г.Ф., Нурпеисов К.Н., 1977, с. 258.
41. ↑  Покровский С.Н., Дахшлейгер Г.Ф., Нурпеисов К.Н., 1977, с. 272—273.
42. ↑  Покровский С.Н., Дахшлейгер Г.Ф., Нурпеисов К.Н., 1977, с. 273.
43. 1 2  Покровский С.Н., Дахшлейгер Г.Ф., Нурпеисов К.Н., 1977, с. 274.
44. ↑  Покровский С.Н., Дахшлейгер Г.Ф., Нурпеисов К.Н., 1977, с. 276.
45. ↑  Покровский С.Н., Дахшлейгер Г.Ф., Нурпеисов К.Н., 1977, с. 277.
46. ↑  Покровский С.Н., Дахшлейгер Г.Ф., Нурпеисов К.Н., 1977, с. 278.
47. ↑  Очерки истории КП Казахстана, 1963, с. 208.
48. ↑  Покровский С.Н., Дахшлейгер Г.Ф., Нурпеисов К.Н., 1977, с. 286.
49. ↑  Очерки истории КП Казахстана, 1963, с. 210—213.
50. ↑  Покровский С.Н., Дахшлейгер Г.Ф., Нурпеисов К.Н., 1977, с. 287.
51. ↑  Покровский С.Н., Дахшлейгер Г.Ф., Нурпеисов К.Н., 1977, с. 301.
52. 1 2 3  Покровский С.Н., Дахшлейгер Г.Ф., Нурпеисов К.Н., 1977, с. 302.
53. ↑  Очерки истории КП Казахстана, 1963, с. 214.
54. ↑  Козыбаев М.К. и др., 2013, с. 58—59.
55. 1 2  Покровский С.Н., Дахшлейгер Г.Ф., Нурпеисов К.Н., 1977, с. 304.
56. ↑  Покровский С.Н., Дахшлейгер Г.Ф., Нурпеисов К.Н., 1977, с. 305.
57. ↑  Покровский С.Н., Дахшлейгер Г.Ф., Нурпеисов К.Н., 1977, с. 321—322.
58. ↑  Покровский С.Н., Дахшлейгер Г.Ф., Нурпеисов К.Н., 1977, с. 323—324.
59. ↑  Покровский С.Н., Дахшлейгер Г.Ф., Нурпеисов К.Н., 1977, с. 324.
60. ↑  Покровский С.Н., Дахшлейгер Г.Ф., Нурпеисов К.Н., 1977, с. 325.
61. ↑  Ромашкина С. Красная столица: как переносили центр из Оренбурга в Кзыл-Орду. Дата обращения: 22 ноября 2019. Архивировано 9 марта 2021 года.
62. ↑  Покровский С.Н., Дахшлейгер Г.Ф., Нурпеисов К.Н., 1977, с. 262.
63. ↑  Покровский С.Н., Дахшлейгер Г.Ф., Нурпеисов К.Н., 1977, с. 263.
64. ↑  Покровский С.Н., Дахшлейгер Г.Ф., Нурпеисов К.Н., 1977, с. 264.
65. ↑  Очерки истории КП Казахстана, 1963, с. 197.
66. ↑  Покровский С.Н., Дахшлейгер Г.Ф., Нурпеисов К.Н., 1977, с. 288.
67. ↑  Покровский С.Н., Дахшлейгер Г.Ф., Нурпеисов К.Н., 1977, с. 289.
68. ↑  Очерки истории КП Казахстана, 1963, с. 205.
69. ↑  Покровский С.Н., Дахшлейгер Г.Ф., Нурпеисов К.Н., 1977, с. 290.
70. ↑  Покровский С.Н., Дахшлейгер Г.Ф., Нурпеисов К.Н., 1977, с. 310.
71. 1 2  Покровский С.Н., Дахшлейгер Г.Ф., Нурпеисов К.Н., 1977, с. 314.
72. ↑  Покровский С.Н., Дахшлейгер Г.Ф., Нурпеисов К.Н., 1977, с. 321.
73. ↑  Очерки истории КП Казахстана, 1963, с. 218—213.
74. ↑  Покровский С.Н., Дахшлейгер Г.Ф., Нурпеисов К.Н., 1977, с. 328.
75. ↑  Покровский С.Н., Дахшлейгер Г.Ф., Нурпеисов К.Н., 1977, с. 329.
76. ↑  Очерки истории КП Казахстана, 1963, с. 227.
77. ↑  Покровский С.Н., Дахшлейгер Г.Ф., Нурпеисов К.Н., 1977, с. 369.
78. ↑  Покровский С.Н., Дахшлейгер Г.Ф., Нурпеисов К.Н., 1977, с. 370.
79. ↑  Покровский С.Н., Дахшлейгер Г.Ф., Нурпеисов К.Н., 1977, с. 374.
80. ↑  Декрет ВЦИК и СНК РСФСР от 26.08.1920 об Автономной Киргизской Социалистической Советской Республике
81. 1 2 3  Разграничение Омского уезда между Омской и Акмолинской губерниями в 1921-1922 гг. Дата обращения: 25 января 2025. Архивировано 25 января 2025 года.
82. ↑  Постановление Президиума ВЦИК от 20.09.1920 о включении г. Оренбурга и некоторых районов Оренбургской губернии в Киргизскую АССР
83. ↑  Постановление ВЦИК от 10.06.1921. Дата обращения: 25 января 2025. Архивировано 6 июля 2023 года.
84. ↑  № 84 // Собрание узаконений. — М.: ВЦИК, 1924. — С. 851.
85. ↑  История башкирского народа : в 7 т. / председатель редколлегии Рахматуллина З. Я., гл. ред. Кульшарипов М. М. — Уфа : Гилем, 2010. — Т. 5. — С. 212, 377. — 468 с. — 10 000 экз. — ISBN 978-5-7501-1199-2 (т. 5).
86. ↑  Нугаева, Ф.Г. Зилаирский кантон. Региональный интерактивный энциклопедический портал «Башкортостан». Научно-издательский комплекс «Башкирская энциклопедия» (22 августа 2023). Дата обращения: 17 февраля 2024. Архивировано 16 февраля 2024 года.